# Allotype
 (novembre 2016).
Si vous disposez d'ouvrages ou d'articles de référence ou si vous connaissez des sites web de qualité traitant du thème abordé ici, merci de compléter l'article en donnant les références utiles à sa vérifiabilité et en les liant à la section « Notes et références ».
Un allotype (du grec « autre forme ») est un caractère particulier permettant de différencier des individus au sein d'une espèce. Cette particularité constitue donc un phénotype dû à la présence, dans le génome de l'individu, de l'allèle correspondant.
Les notions d'allotypie, d'isotypie et d'idiotypie ont été développées à l'occasion de l'étude des groupes sériques d'immunoglobulines. Il s'agissait des groupes Am, Gm, Km, ISf, permettant de différencier les chaînes lourdes des immunoglobulines A ou G, ou les mutations de la chaîne légère Kappa.